# ليانغ كونغجي
ليانغ كونغ جي (بالصينية: 梁从诫؛ 4 أغسطس 1932 - 28 أكتوبر 2010) مؤرخ صيني اشتهر بعمله كناشط بيئي أسس جمعية أصدقاء الطبيعة في عام 1994 كأول منظمة بيئية غير حكومية يتم الاعتراف بها رسميًا من قبل حكومة جمهورية الصين الشعبية. تم تكريم ليانغ في عام 2000 بجائزة رامون ماجسايساي، التي تعترف بالمساهمات الآسيوية في الخدمة العامة، مشيرًا إلى أنه كان قادرًا على دفع القضايا البيئية مع "تجنب فخ تنفير الحكومة".